# Dora Maria Téllez
Dora Maria Téllez (Matagalpa, 21 gennaio 1955) è una storica, politica e attivista nicaraguense, nota come "Comandante Dos", reclutata negli anni '70, quando era una giovane studentessa universitaria di medicina a Léon, dal Fronte sandinista di liberazione nazionale (FSLN). Téllez divenne un comandante nella rivolta popolare per estromettere il dittatore nicaraguense Anastasio Somoza Debayle. Nel successivo governo FSLN ha ricoperto il ruolo di ministro della Salute ed è stata anche sostenitrice dei diritti delle donne. Alla fine divenne una critica alla repressione e alla corruzione sotto il presidente dell'FSLN Daniel Ortega e lasciò il partito per fondare l'Unión Democrática Renovadora (MRS).

## Biografia

### Operazione Chanchera
Come "Comandante Dos", all'età di 22 anni, fu terza in comando nell'Operazione Chanchera, il 22 agosto 1978 che occupò il Palazzo Nazionale del Nicaragua a Managua, dove era in sessione l'Assemblea Nazionale Nicaraguense. I rivoluzionari catturarono 1.500 ostaggi civili e minacciarono le loro vite a meno che le loro richieste non fossero soddisfatte. Le richieste includevano un rilascio dei prigionieri e un riscatto monetario. Ci fu un successivo rilascio dei principali prigionieri politici sandinisti e un pagamento del riscatto da un milione di dollari, con Téllez che svolse un ruolo nei negoziati. Questo evento rivelò la potenziale vulnerabilità del regime di Somoza e aiutò l'FSLN a ottenere il sostegno dei governi latinoamericani e a unire e mobilitare diverse fazioni dell'opposizione al regime. A seguito dell'operazione, migliaia di giovani e donne si unirono al movimento sandinista. Un'insurrezione popolare crebbe insieme all'FSLN e contribuì alla caduta del regime di Somoza il 19 luglio 1979.

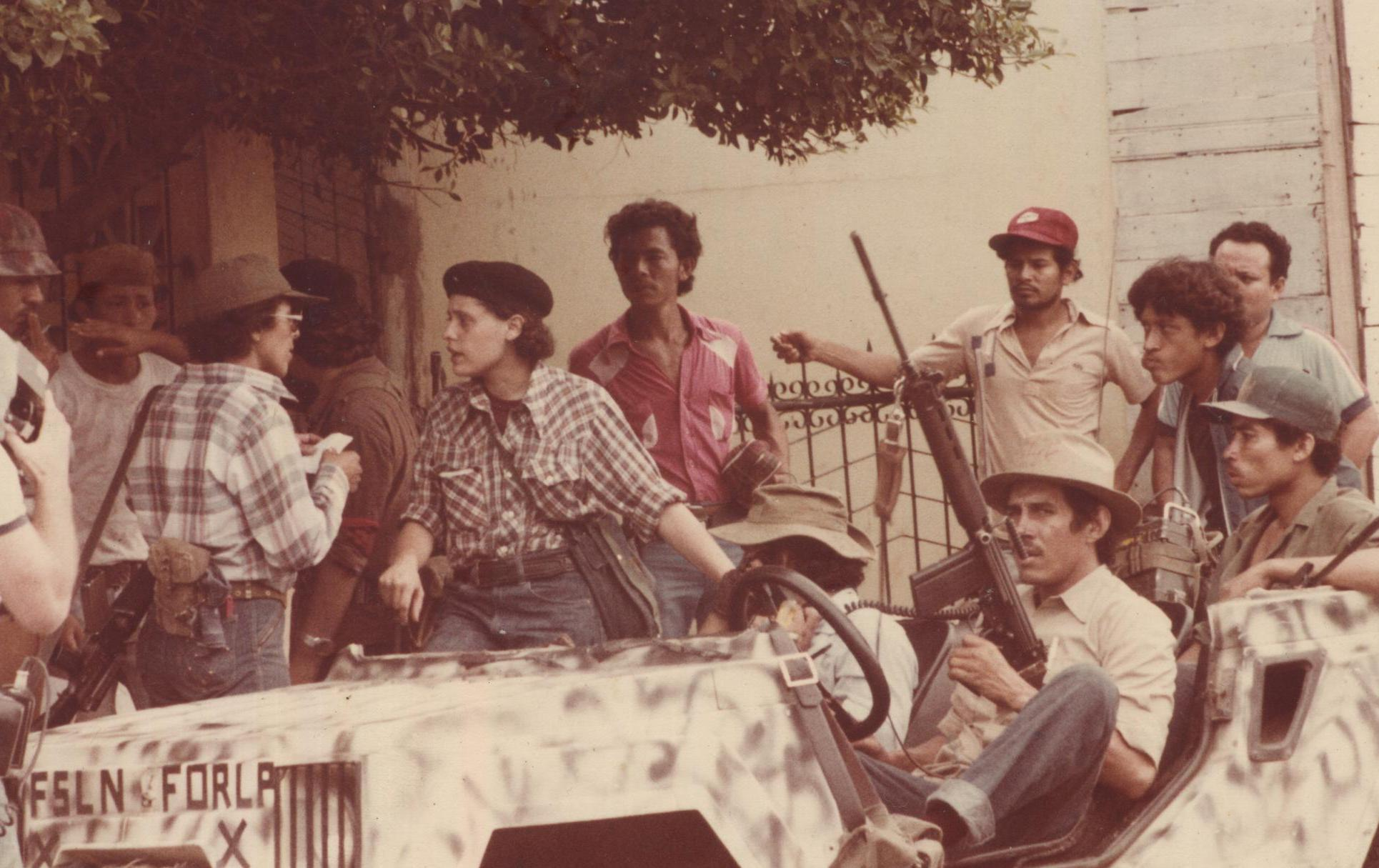
Dora María nel giugno 1979

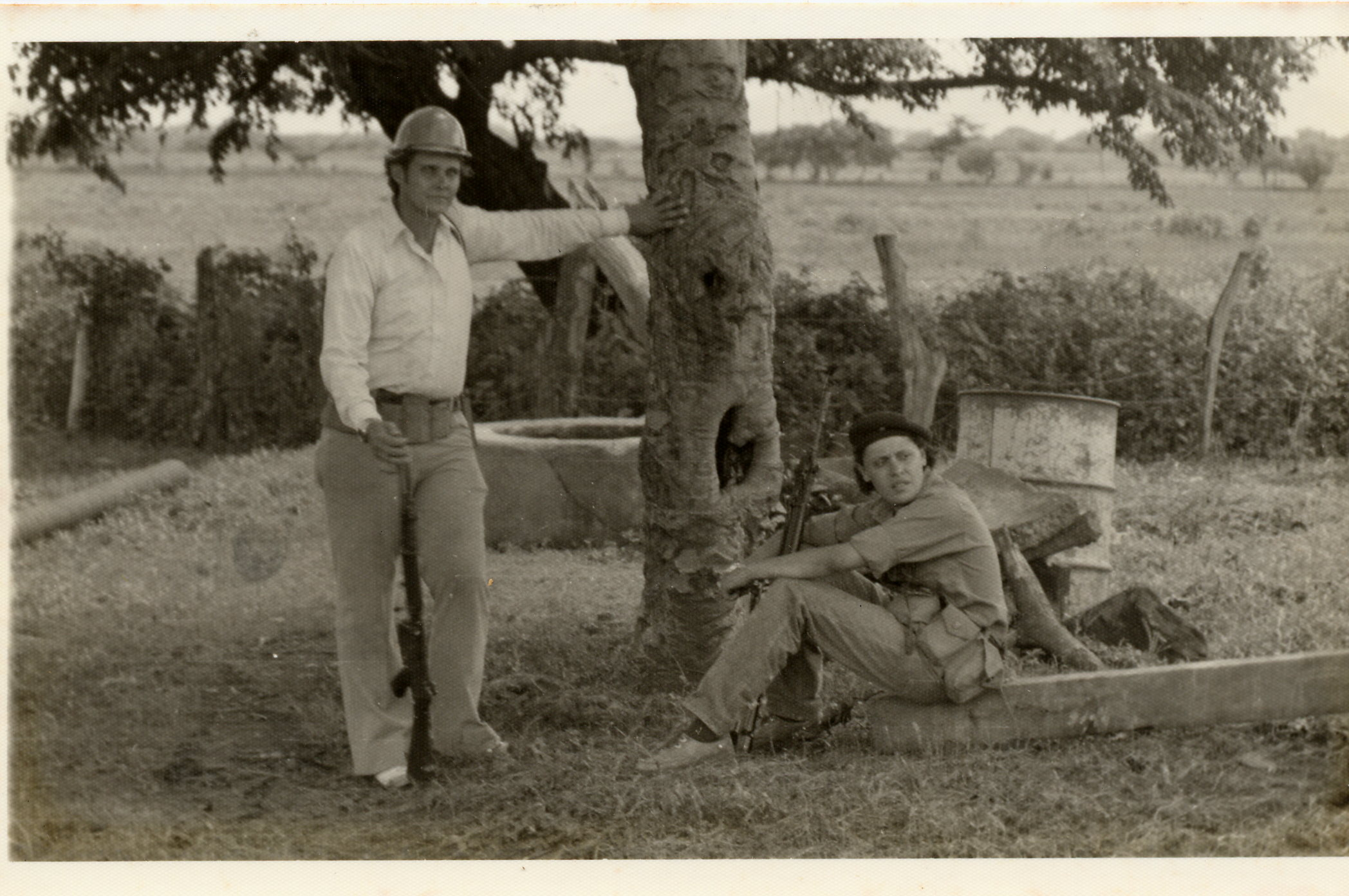
Dora María Téllez (a destra) con Chepón Robelo

### Comandante militare nella guerra civile
Al suo arrivo a Panama con i sandinisti rilasciati nell'agosto 1978, Téllez si addestrò a Cuba e Panama per diventare un comandante militare. Nel febbraio 1979 tornò a combattere in Nicaragua e ottenne un posto nella struttura di leadership tercerista. Per cinque mesi guidò plotoni sandinisti in tutto il paese in schermaglie con la Guardia Nazionale nicaraguense: prima nel Fronte Meridionale con le forze di Edén Pastora, e poi nel Nicaragua centrale e settentrionale.
Infine, guidò le unità sandiniste che combattevano le forze d'élite nemiche, blocco per blocco, per sei settimane consecutive fino a quando non catturarono la città di León nel giugno 1979, la prima grande città a cadere nelle mani dei Sandinisti nella Rivoluzione, seguita da Managua due settimane dopo con l'insediamento della Giunta governativa provvisoria sandinista.

### Ministro della Salute
Un aumento della repressione governativa e l'ascesa dei prigionieri politici spinse Téllez a nascondersi nel 1976, svolgendo un lavoro educativo in montagna. In seguito fu ministro della Salute nella prima amministrazione sandinista. La campagna di salute pubblica dell'amministrazione in Nicaragua ha vinto il premio dell'Organizzazione delle Nazioni Unite per l'educazione, la cultura e l'eccezionale progresso sanitario. In particolare, Téllez è stata citata discutendo le specifiche disuguaglianze sanitarie presenti nell'industria mineraria in Nicaragua. 
All'interno del governo sandinista, Téllez ha ricoperto posizioni accanto a figure religiose per sostenere i diritti dei gay e delle lesbiche, così come i diritti riproduttivi per le donne in Nicaragua. 

### Carriera politica
La prima esperienza all'interno del partito politico FSLN incluse la posizione di Téllez come segretario politico di Managua. Téllez fu anche membro del Consiglio di Stato. Il primo congresso dell'FSLN ebbe un'elezione nel 1990 che portò al malcontento per il processo elettorale; tuttavia, la direzione decise che l'elezione di un nuovo organo sarebbe stata comunque effettuata per lista piuttosto che per votazione dei singoli membri. Questo fatto indebolì la potenziale candidatura politica di Téllez: sarebbe stata la prima donna membro della Direzione. 
Nel 1995 Téllez ha fondato il Sandinista Renovation Movement (MRS) dopo aver rassegnato le dimissioni dal suo seggio nella FSLN. Altri ex sandinisti come Ernesto Cardenal e Sergio Ramírez sono entrati a far parte del nuovo partito politico MRS che si oppose alla corruzione nel governo nicaraguense e nominò Herty Lewites come candidato del partito alle elezioni presidenziali del 2006 contro Daniel Ortega. Quattro mesi prima delle elezioni, Lewites morì per cause naturali. Ortega, che è stato presidente dal 1985 al 1990, ha vinto le elezioni presidenziali e ha riacquistato il potere politico. 

### Sciopero della fame e arresto
Il 4 giugno 2008, Téllez ha iniziato uno sciopero della fame per protestare contro la "dittatura di Daniel Ortega", il suo ex compagno d'armi. Ortega e i suoi sostenitori spogliarono la MRS del suo status legale circa una settimana dopo. Téllez sospese lo sciopero della fame il 16 giugno, dopo che i medici le dissero che avrebbe subito danni irreparabili se avesse continuato il digiuno. Ha promesso di iniziare "una nuova fase di lotta" contro quella che ha definito la politica dittatoriale di Daniel Ortega. 
Nel giugno 2021, è stata arrestata dal governo Ortega in un'ondata di arresti di quattro candidati all'opposizione alla presidenza alle elezioni generali nicaraguensi del 2021 e di altri leader dell'opposizione.

### La vita accademica come storica
Téllez scrisse pubblicazioni sulla storia nicaraguense che sottolineano l'importanza della regione centro-settentrionale del paese per la storia politica ed economica della nazione. Nel 2004 è stata nominata Robert F. Kennedy Visiting Professor in studi latinoamericani presso la Harvard Divinity School, ma le è stato impedito di ottenere un visto d'ingresso negli Stati Uniti ai sensi del Patriot Act, sulla base del fatto che era una terrorista, citando come prova il raid sul Palazzo Nazionale nicaraguense a Managua. Ciò ha spinto 122 membri della comunità accademica di Harvard e altre 15 università nordamericane a pubblicare una dichiarazione in sua difesa, affermando: "L'accusa mossa dal Dipartimento di Stato contro Dora María Téllez equivale a persecuzione politica di coloro che si sono impegnati a rovesciare l'atroce dittatura di Anastasio Somoza in Nicaragua. Questo regime era quasi universalmente visto come criminale e disumano, eppure era sostenuto finanziariamente e militarmente dagli Stati Uniti.  Per quanto riguarda le dittature, così come il Dipartimento di Stato non può affermare che le attività di Nelson Mandela contro l'atroce dittatura dell'apartheid in Sudafrica fossero attività terroristiche, né può affermare che le attività di Dora María contro l'atroce dittatura dei Somoza fossero terroristiche".